# Хуцури

Xуцури

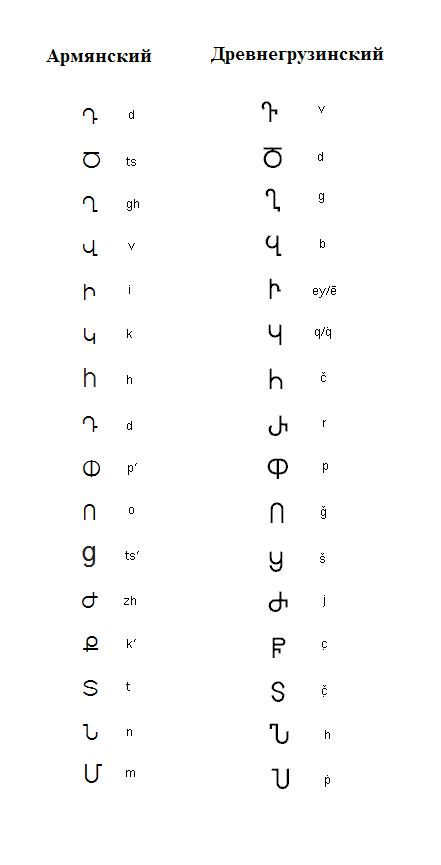
Схожесть некоторых букв армянского (маштоцевского) и древнегрузинского алфавитов

Xуцури («священническое», нусха-хуцури, нусхури) — древнегрузинское, впоследствии церковное письмо.
Точно неизвестно, когда письмо появилось. Самые древние исторические памятники относятся к V веку. Наиболее широкое распространение в мировой исторической науке получила точка зрения, что древнегрузинское письмо развивалось на основе армянского алфавита. Есть также греческая и авестийская версии.
В XI веке хуцури было заменено современным грузинским письмом мхедрули. На хуцури продолжали писать лишь церковные книги.